# 万坡顶遗址
万坡顶遗址，位于中国河北省石家庄市城西，为石家庄市赞皇县的一个省级文物保护单位，类型为古遗址，公布时间为1993年7月15日。
万坡顶遗址的历史年代为新石器时代。